# Kowalówka (Góry Izerskie)
Kowalówka (niem. Schmiedelsberg, 888 m n.p.m.) – szczyt w Grzbiecie Kamienickim Gór Izerskich, w Sudetach Zachodnich.
Położona jest w środkowej części Grzbietu Kamienickiego, w bocznym ramieniu odchodzącym od Kamienicy ku północnemu wschodowi. Na północy łączy się z Tłoczyną, a na wschodzie ze Świerczkiem.
Zbudowana jest z gnejsów należących do metamorfiku izerskiego.
Cały masyw jest zalesiony.

## Turystyka
Północno-zachodnim zboczem przechodzi szlak turystyczny:
- żółty - szlak z Przecznicy na Rozdroże Izerskie i dalej